# 381 aC
El 381 aC va ser un any del calendari romà prejulià. En aquell temps, era conegut com a any del tribunat de Camil, Regil·lensis, Regil·lensis, Medul·lí, Triciptí i Ambust (o, més rarament, any 373 ab urbe condita o de la fundació de la ciutat). L'ús del nom «381 aC» per referir-se a aquest any es remunta a l'alta edat mitjana, quan el sistema Anno Domini va ser el mètode de numeració dels anys més comú a Europa.

## Esdeveniments

### Antiga Grècia
- Esparta augmenta el seu domini al centre de Grècia en reconstruir la ciutat de Platea, que havia destruït l'any 427 aC.[2]
- Agesípolis I, rei d'Esparta, va enviar una expedició contra Olint sota comandament de Telèuties (germà d'Agesilau II) que va lliurar una batalla on va sortir victoriós, però un cos dels seus homes va ser derrotat i va cometre un error estratègic: va ordenar a tota la seva força de carregar en direcció a les muralles, i quan eren massa a prop, a l'abast dels míssils enemics els soldats espartans es van desbandar. Els olintis van fer una sortida i van derrotar completament l'exèrcit enemic i el mateix Telèuties va morir en la lluita. En parla Xenofont a les Hel·lèniques.[3]

### Antiga Roma
- Aquest any són elegits sis tribuns amb potestat consular: Marc Furi Camil, Aulus Postumi Albí Regil·lensis, Luci Postumi Albí Regil·lensis, Luci Furi Medul·lí, Luci Lucreci Flavus Triciptí i Marc Fabi Ambust.[4]
- Luci Furi Medul·lí i Marc Furi Camil van dirigir una guerra contra els volscs que havien ocupat la ciutat de Sàtricum. Medul·lí va actuar amb imprudència i va ser derrotat i Furi Camil va haver d'anar a rescatar-lo. Camil va situar a Sàtricum una colònia romana.[5]
- Velitres, que tenia una colònia romana, es va aliar amb Praeneste i amb els volscs i es van revoltar contra Roma. Els tribuns els an derrotar, però els romans no van ocupar la ciutat fins a l'any següent, el 380 aC.[6]